# Kroxnäs naturreservat
Kroxnäs är ett naturreservat i Alvesta kommun i Kronobergs län.
Området är skyddat sedan 2010 och omfattar 68 hektar. Det är beläget mellan Ryssby och Vislanda. Reservatet utgörs av gran och tallskog, omväxlande på fastmark och på mosse och myr. Området gränsar i väster till sjön Tjurken i Helge ås avrinningsområde
och i öster till Västra Trehörningen.

## Bildgalleri

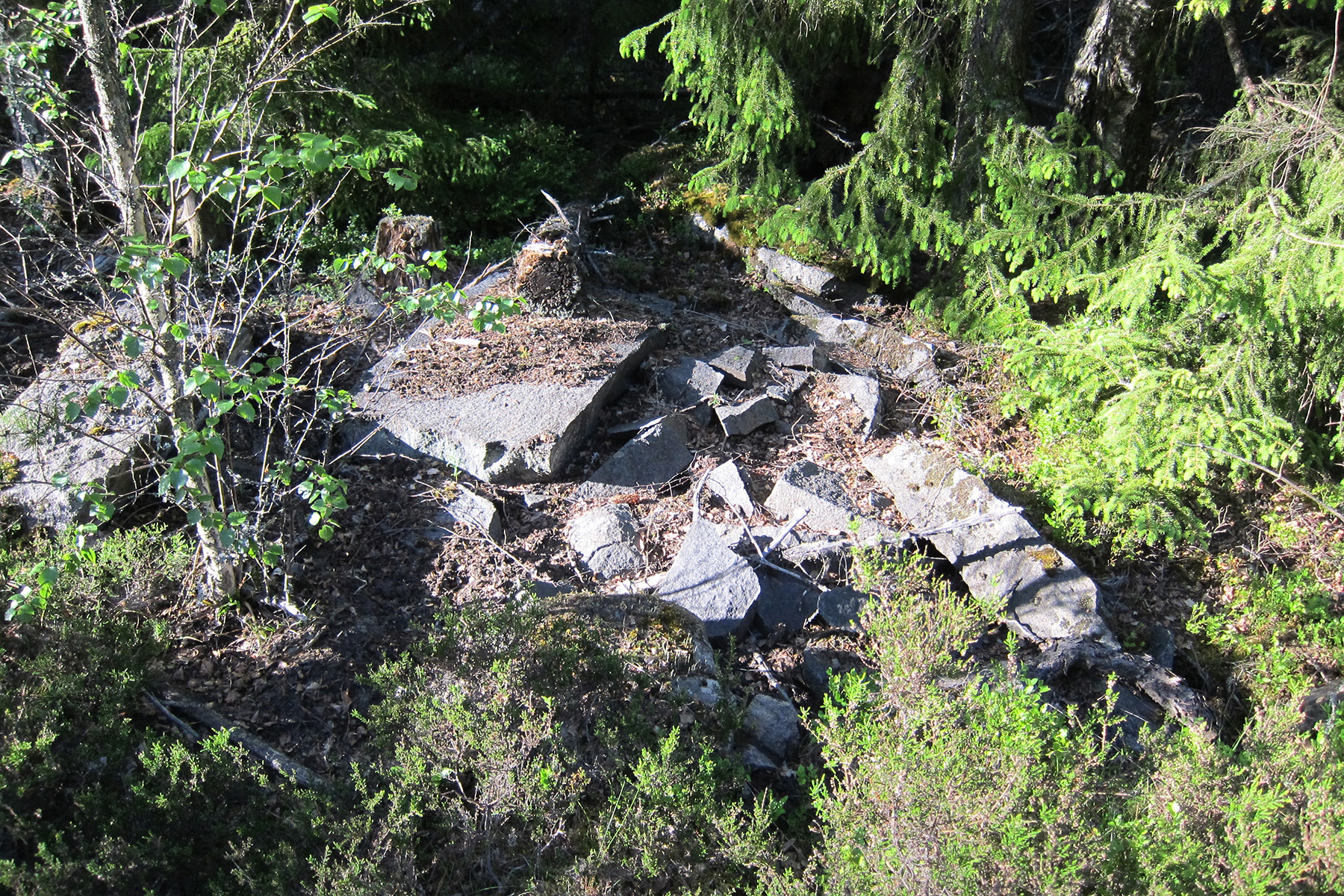
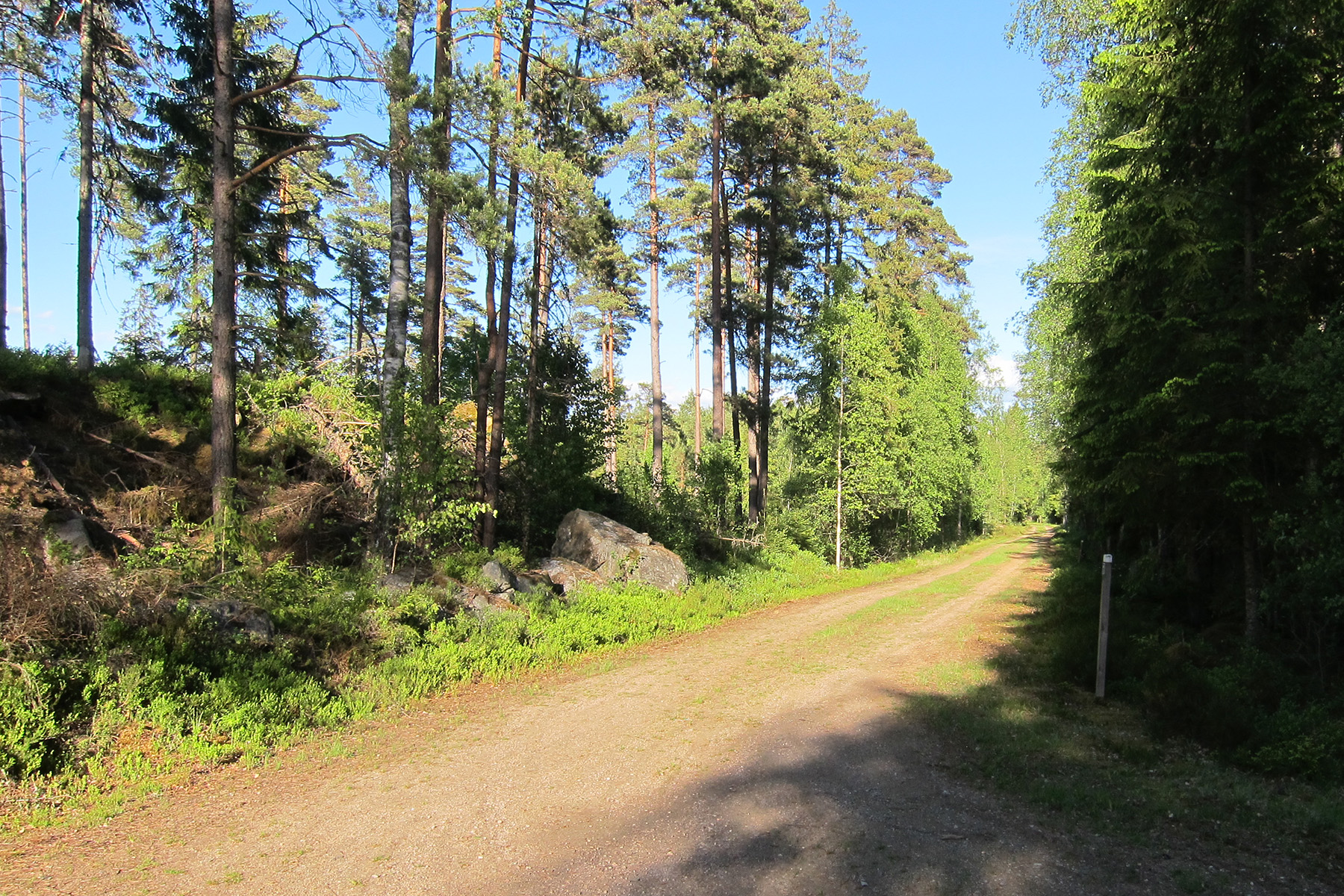
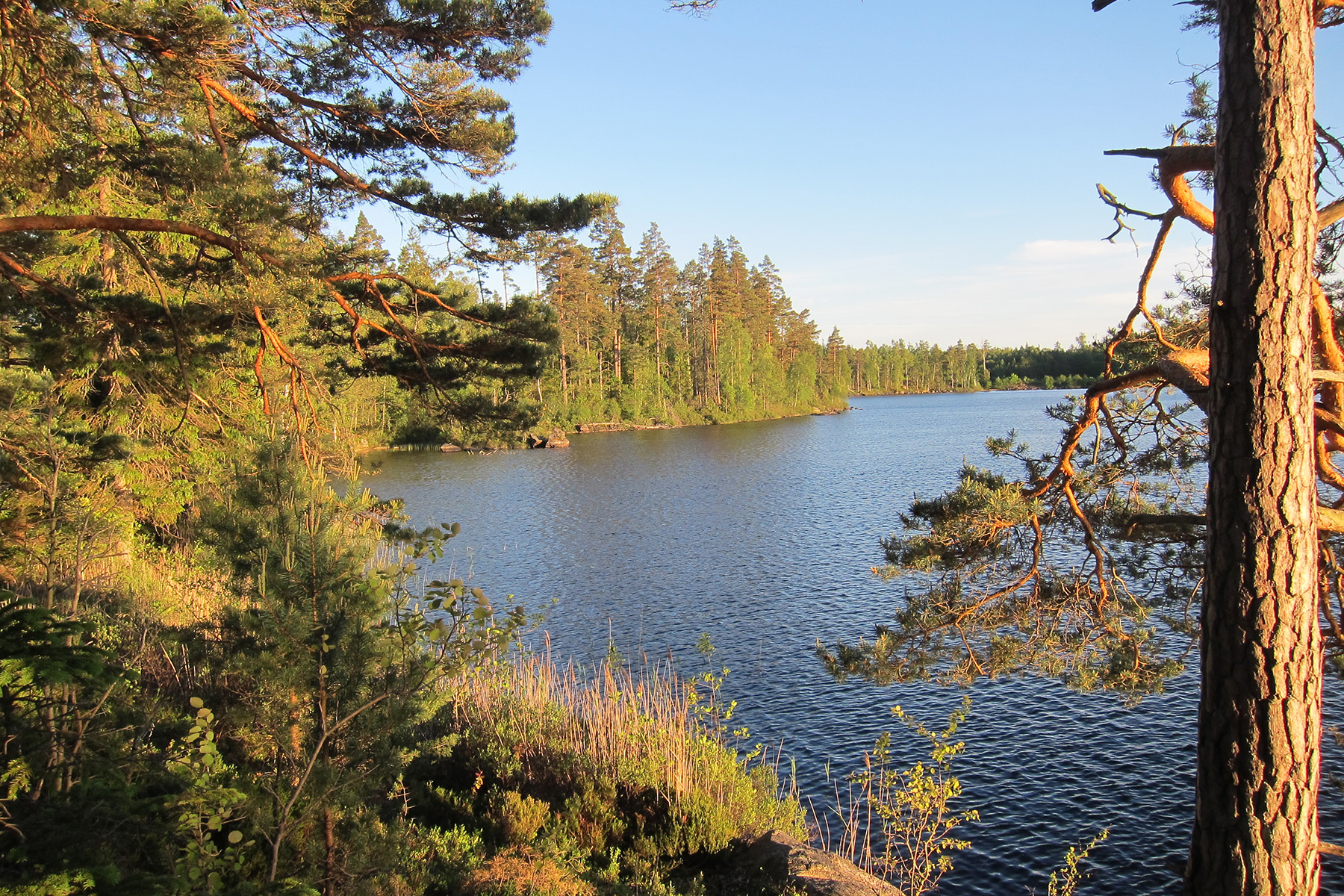
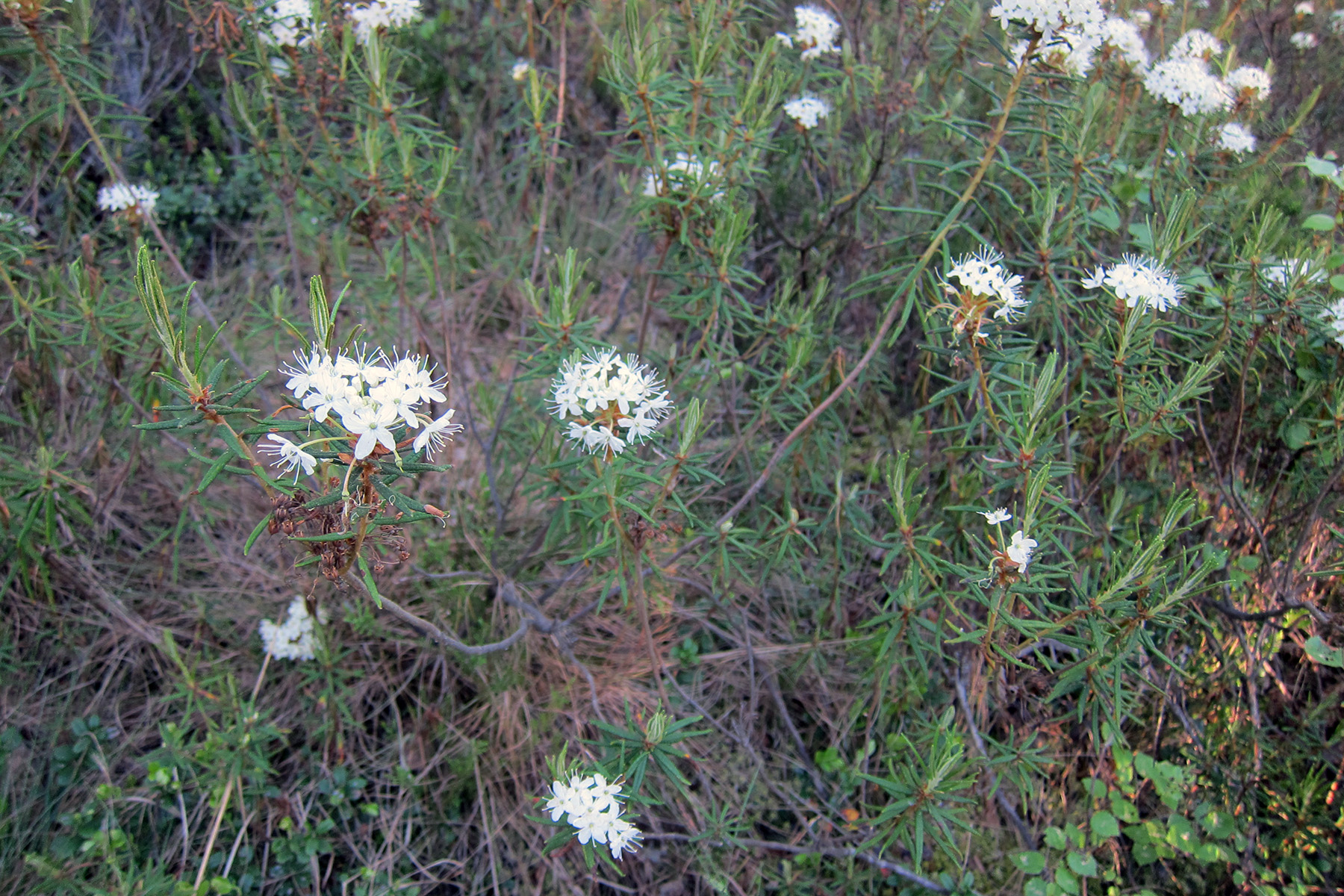